# Pinerolo

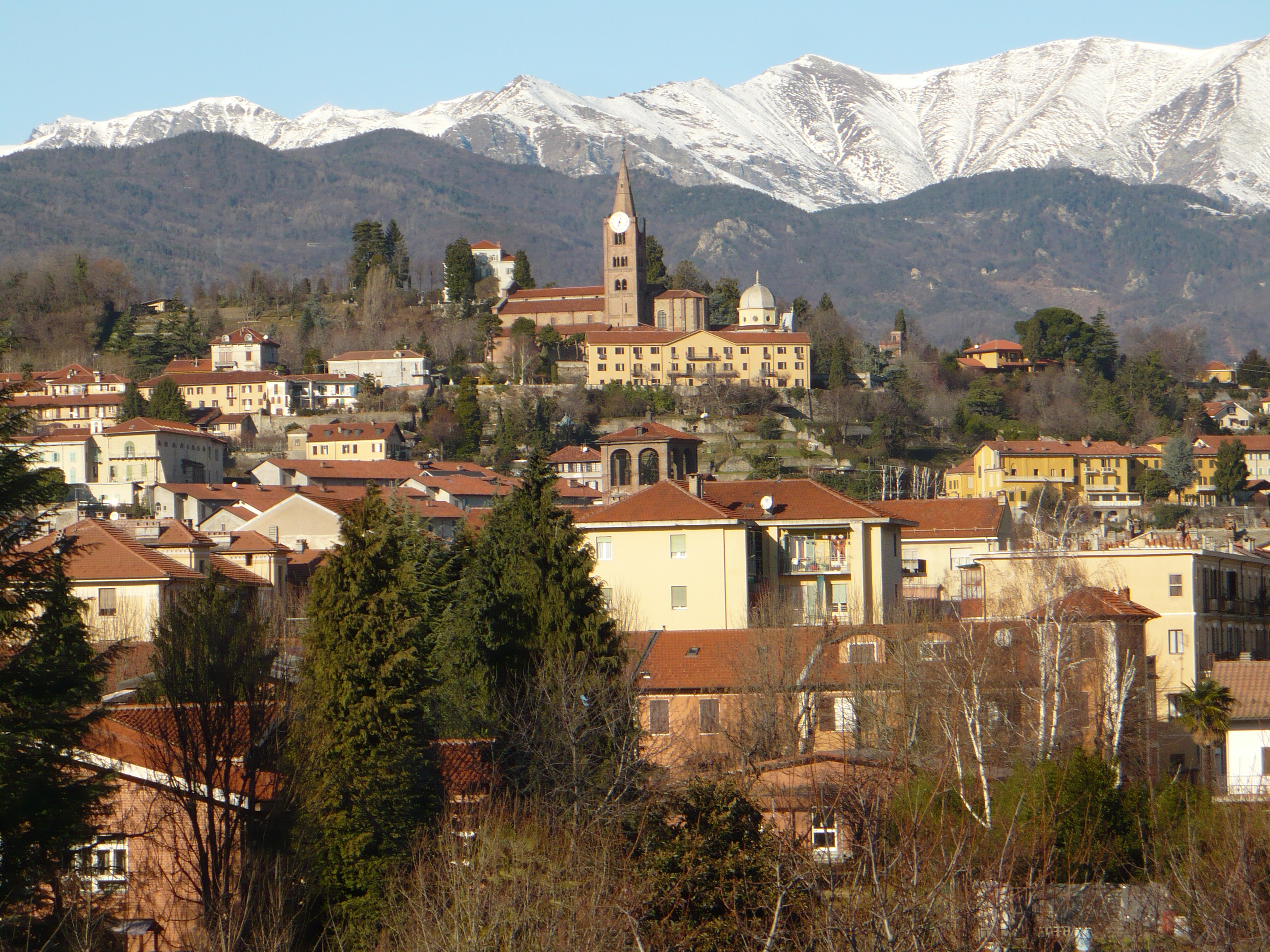
Đô thị Pinerolo

Pinerolo là một đô thị và thị xã của Ý. Đô thị này thuộc tỉnh Torino trong vùng Piemonte. Pinerolo có diện tích km2, dân số theo ước tính năm 2010 của Viện thống kê quốc gia Ý là 35.143 người. 